# Elecciones para Jefe de Estado de Costa Rica de 1825
En las elecciones de Jefe de Estado de Costa Rica de 1825 se reelige a Juan Mora Fernández como Jefe de Estado, cargo que ocupaba provisoriamente por mandato del Congreso. Las elecciones en este período se realizaban en dos grados, primeramente votaban los ciudadanos ejerciendo su voto público quienes escogían así a los electores que elegirían formalmente al presidente. La representación por región era; 11 por San José, 8 de Cartago, 8 de Heredia, 5 de Alajuela, 3 por Escazú, , 2 de Ujarrás,  1 por Térraba y 1 por Bagaces. 
Mora recibió el voto de todas las provincias excepto Alajuela que votó unánimemente por su rival Mariano Montealegre.
| Candidato | Candidato           | San José | Cartago | Heredia | Alajuela | Escazú | Ujarrás | Térraba | Bagaces |
| --------- | ------------------- | -------- | ------- | ------- | -------- | ------ | ------- | ------- | ------- |
|           | Juan Mora Fernández | 11       | 8       | 8       |          | 3      | 2       | 1       | 1       |
|           | Mariano Montealegre |          |         |         | 8        |        |         |         |         |